# Major Veronika
Major Veronika (Keszthely, 1997. március 19. –) olimpiai bronzérmes, Európa-bajnok magyar sportlövő.

## Sportpályafutása
2012-ben a stockholmi futócéllövő-világbajnokságon a juniorok 10 méteres 40 vegyes számában harmadik volt. 2013-ban az odensei légfegyveres Európa-bajnokságon a junior futócéllövők 40 vegyes versenyében szerzett ezüstérmet. A következő évben két versenyszámban junior Európa-bajnok lett. A 2014-es világbajnokságon a juniorok között első lett a futócéllövők 10 méteres, 40 vegyes és a 20 + 20-as viadalán. A 2015-ös junior Eb-n egy arany és egy ezüstérmet nyert. A 2016-os junior Eb-n a futócél 20+20-as számban egyéniben és csapatban is harmadik volt. A futócél 40 vegyes versenyben egyéniben első, csapatban harmadik volt. Légpisztollyal egyéniben ötödik, csapatban nyolcadik volt. Légpisztoly vegyescsapatban (Agárdy Vilmos) a dobogó legfelső fokára állhatott fel. Ugyanebben az évben a junior vb-n a futócél 20 + 20 lövéses számában világbajnok lett. Az év végén a legjobb magyar sportlövőjének választották.
2017-ben légpisztollyal valamint futócél 20+20 lövés és 40 vegyes versenyszámban junior Európa-bajnokságot nyert. Futócél 40 vegyes csapatban bronzérmes volt. A 2017-es junior vb-n sportpisztollyal és légpisztollyal is ötödik lett. Csapatban sportpisztollyal nyolcadik, légpisztollyal csapatban első helyezést ért el. A junior Eb-n sportpisztollyal egyéniben bronz-, csapat ezüstérmet szerzett. A 2017-es országos bajnokságon sportpisztollyal az alapversenyben 594 körrel országos csúcsot lőtt. 2017-ben ismét a legjobb magyar sportlövő lett. 2018 januárjában ezúttal légpisztollyal lett magyar rekorder (579 kör). A 2018-as felnőtt légfegyveres Eb-n a futócéllövők 30+30-as versenyében negyedik, csapatban harmadik lett. Futócél 40 vegyesben ötödik, csapatban bronzérmes volt. A légpisztoly vegyescsapatban (Antal Balázs) 20. helyezést ért el. Légpisztollyal egyéniben tizenkettedik, csapatban hatodik lett. A 2018 augusztusában az újvidéki sportlövő Grand Prix-versenyen légpisztollyal 581 körös országos csúcsot ért el. A 2018-as világbajnokságon légpisztoly vegyescsapatban (Tátrai Miklós) 32. lett. Légpisztollyal egyéniben 78., csapatban 16. volt. Sportpisztollyal egyéniben 64., csapatban 13. volt. 2019 februárjában az Újdelhiben zajló világkupa versenyen sportpisztollyal világcsúccsal első lett, amivel olimpiai kvótát szerzett. Két nappal később légpisztollyal is megnyerte a versenyt. A 2019-es légfegyveres Eb-n légpisztollyal bronzérmes, csapatban negyedik volt. 2019. évi Európa-játékokon légpisztollyal 23. volt. Sportpisztollyal éppen lemaradt a döntőről. A 2019-es futócéllövő EB-n a 30+30 lövéses számban hatodik, csapatban harmadik helyezést ért el. Vegyescsapatban (Sike József) nyolcadik lett. A 40 vegyes versenyben Európa-bajnok lett. Augusztusban Rio de Janeiróban légpisztollyal világkupa versenyt nyert. A bolognai sportlövő Eb-n sportpisztoly egyéniben ezüst- csapatban bronzérmes lett.
A 2020-as légfegyveres Eb-n csapatban (Tobai-Sike Renáta, Fábián Sára) hatodik, vegyes párosban (Tátrai) negyedik, egyéniben tizenhatodik volt. A 2021-es légfegyveres Eb-n légpisztollyal 20., légpisztoly vegyescsapatban 22., A standardpisztoly nyílt versenyszámban ötödik lett, sportpisztollyal hetedik volt. Sportpisztoly csapatban (Csonka Zsófia, Sike Renáta) bronzérmet szerzett.
A tokiói olimpián a légpisztolyosok alapversenyében a 34. helyen végzett, így nem jutott döntőbe. A sportpisztolyosok versenyében a 35. helyen végzett.
A 2022-es Európa-bajnokságon sportpisztollyal tizenkettedik, a standardpisztoly 25 méteres nyílt versenyben negyedik, csapatban ötödik lett.
A 2024-es párizsi olimpián a női légpisztoly selejtezőjét megnyerve jutott döntőbe, ott a 8. helyen végzett. A sportpisztolyosok 25 méteres döntőjébe az olimpiai rekord beállításával, a selejtező első helyezettjeként jutott be, ott pedig a 3. helyen végezve bronzérmet szerzett.

## Díjai, elismerései
- Az év magyar sportlövője (2016,[55] 2017,[56] 2019,[57] 2024[58])
- Golden Target Awards (2019)[59]
- Magyar Arany Érdemkereszt (2024)[60]
- Keszthely díszpolgára (2024)[61]